# Perusia illustris
Perusia illustris är en fjärilsart som beskrevs av Paul Dognin 1913. Perusia illustris ingår i släktet Perusia och familjen mätare. Inga underarter finns listade i Catalogue of Life.